# Barbro Oborg
Barbro Christina Oborg (født 3. juli 1941 i Stockholm) er en svensk skuespillerinde. Hun har for eksempel haft roller i tv-serierne Skærgårdsdoktoren, Beck og Pistvakt.

## Privatliv
Hun har tre børn med skuespilleren Sten Ljunggren.

## Udvalgt filmografi
- Domaren (1960)
- Tjocka släkten (tv-serie, 1975)
- Lära för livet (tv-serie, 1977)
- Charlotte Löwensköld (1979, ukrediteret)
- Mordet på Skolgatan 15 (tv-film, 1984)
- Gösta Berlings saga (tv-serie, 1985)
- Varuhuset (tv-serie, 1987)
- Smash (tv-serie, 1990)
- Storstad (tv-serie, 1990-1991)
- Tre kärlekar (tv-serie, 1991)
- Blueprint (tv-serie, 1992)
- Skærgårdsdoktoren (tv-serie, 1997)
- Beck (tv-serie, 1998)
- Pistvakt (tv-serie, 1998-2000)
- Taurus (tv-serie, 2002)
- Änglavakt (2010)
- Mig ejer ingen (2013)